# Baghmalek (Verwaltungsbezirk)
Baghmalek (persisch شهرستان باغ‌ملک) ist ein Schahrestan in der Provinz Chuzestan im Iran. Er enthält die Stadt Baghmalek, welche die Hauptstadt des Verwaltungsbezirks ist. 

## Demografie
Bei der Volkszählung 2016 betrug die Einwohnerzahl des Schahrestan 105.384. Die Alphabetisierung lag bei 79 Prozent der Bevölkerung. Knapp 48 Prozent der Bevölkerung lebten in urbanen Regionen.
| Zensusjahr | Einwohnerzahl |
| ---------- | ------------- |
| 2011       | 107.450       |
| 2016       | 105.384       |